# Xã Comanche, Quận Barton, Kansas
Xã Comanche (tiếng Anh: Comanche Township) là một xã thuộc quận Barton, tiểu bang Kansas, Hoa Kỳ. Năm 2010, dân số của xã này là 462 người.